# Torre del Greco
Torre del Greco est une ville italienne d'environ 80 300 habitants (2022) située dans la ville métropolitaine de Naples en Campanie. Située sur la mer aux pieds du Vésuve, elle est réputée pour ses productions d'objets en corail et ses camées. Ancien lieu de villégiature de la noblesse napolitaine, plusieurs villas du XVIIIe siècle appartenant au Miglio d'oro (la route partant de Naples et parcourant le terrain entre le Vésuve et la mer) y sont présentes, telles que la villa del Cardinale et la villa delle Ginestre, où le poète Giacomo Leopardi a passé les derniers moments de sa vie et composé certains de ses poèmes les plus célèbres. Torre del Greco est aujourd'hui l'une des villes les plus peuplées de la province de Naples.

## Administration
| Période                                  | Période | Identité            | Étiquette | Qualité                 |
| ---------------------------------------- | ------- | ------------------- | --------- | ----------------------- |
| 18 juillet 2006                          | 2007    | Ennio Blasco        |           | Commissario prefettizio |
| 2006                                     | 2007    | Giuseppe Giordano   |           | Commissario prefettizio |
| 2007                                     | 2012    | Ciro Borriello      |           |                         |
| 2012                                     | 2013    | Gennaro Malinconico |           |                         |
| Les données manquantes sont à compléter. |         |                     |           |                         |

### Hameaux
Leopardi, Santa Maria la Bruna.

### Communes limitrophes
Boscotrecase, Ercolano, Ottaviano, Torre Annunziata, Trecase.

## Personnalités
- Oliviero Carafa (1430-1511), archevêque et cardinal, doyen du sacré collège.
- Alfred Rode (1905-1979), acteur français
- Francesco Albanese (1912-2005), ténor italien
- Domenico Tarsitani, médecin et obstétricien
- Valeria Parrella, écrivain, née à Torre del Greco en 1974
- Dario Nardella, homme politique du Parti démocrate, né à Torre del Greco en 1975
- Vincenzo Romano, prêtre, canonisé par l'Église catholique.